# Spirits of St. Louis
Los Spirits of St. Louis (en español: Espíritus de San Luis) fue uno de los dos equipos que aún existían al final de la American Basketball Association, liga que no sobrevivió al surgimiento de la NBA. Ellos fueron miembros de la liga durante las dos últimas temporadas, 1974-75 y 1975-76, mientras jugaban sus partidos de casa en el St. Louis Arena ubicado en San Luis, Misuri.
Los Spirits (que tomaron su nombre del avión Spirit of Saint Louis volado por Charles Lindbergh) fueron la tercera encarnación de la franquicia una vez conocida como Houston Mavericks y más tarde llamados Carolina Cougars. A pesar de su historia, ellos fueron esencialmente un equipo en expansión.
Los Spirits of St. Louis fueron un equipo colorido por el que pasaron grandes jugadores. Entre ellos se encontraba Moses Malone, adquirido durante la segunda temporada, que tuvo un gran éxito en su carrera en la NBA, finalizando como miembro del Hall of Fame. Maurice Lucas pasó la mayor parte de su tiempo en la ABA como un Spirit, más tarde llegaría a ser un all-star en la NBA con los Portland Trail Blazers. Otros jugadores que llegaron a ser conocidos con cierta fama fueron el sexto hombre de los Boston Celtics, Don Chaney; el futuro entrenador de los Celtics M.L. Carr, y Ron Boone. Otro de los jugadores recordados que pasaron por las filas de este equipo fue Marvin "Bad News" Barnes, famoso por sus historias de su comportamiento fuera de la cancha.
Una pareja de personalidades del equipo que también alcanzarían éxito fueron Rod Thorn y Bob Costas. Rod, que fue uno de los entrenadores en 1975, llegaría a ser durante algunos años vicepresidente de operaciones (de baloncesto) de la NBA; o, en esencia, el número 2 detrás del máximo mandatario de la NBA, David Stern. Por su parte Bob, locutor de los Spirits of St. Louis conseguiría un gran éxito trabajando para la NBC, tanto en televisión como en la radio.
Después de un lento comienzo en su temporada inaugural, 1974-75, los Spirits alcanzaron las finales con ciertos apuros, por ello tuvieron que enfrentarse al defensor del título los New York Nets en la primera ronda de los playoffs. Sin embargo el equipo fue eliminado de este playoffs de 1975-76 con una preocupante reducción de la asistencia de público al campo. Debido a esto al finalizar la temporada, comenzaron negociaciones para trasladar la franquicia a Salt Lake City, Utah y renombrar al equipo a Utah Rockies.
En el verano de 1976, con la ABA a punto del colapso financiero después de nueve años, las seis franquicias supervivientes comenzaron a negociar con la NBA, que estaba en auge. Pero finalmente la NBA decidió sólo aceptar a cuatro equipos: los New York Nets (campeón de la última ABA), Denver Nuggets, Indiana Pacers y San Antonio Spurs.
La NBA aplacó a John Y. Brown, propietario de los Kentucky Colonels, dándole 3,3 millones de dólares a cambio de cerrar la franquicia. Brown más tarde usaría gran parte de este dinero en comprar  los Boston Celtics de la NBA. Por su parte los propietarios de los Spirits, los hermanos Ozzie Silna y Dan Silna, se hicieron con las futuras televisiones de los equipos de la NBA, lo que les reportó grandes ganancias. El trato hecho por los Silna y la NBA fue 2,2 millones de dólares por retirarse de la ABA y un séptimo de los ingresos televisivos de los cuatro equipos equipos de la ABA que si ingresaron en la NBA, firmado a perpetuidad. En 2014 dicho acuerdo fue anulado al firmar los hermanos Silna un trato por 500 millones de dólares por parte de la NBA.